# NBL 2019/20
Die NBL 2019/20 war die 42. Austragung der australasischen National Basketball League. Die mit acht Teams aus Australien und einem Team aus Neuseeland ausgetragene Meisterschaft begann am 3. Oktober 2019 und endete, aufgrund der COVID-19-Pandemie vorzeitig am 15. März 2021. Das Finale der Perth Wildcats gegen die Sydney Kings, das im Best-of-five-Modus ausgetragen werden sollte, musste beim Stand von 2:1 für die Wildcats abgebrochen werden. Die Perth Wildcats wurden daraufhin zum Sieger der Finalserie erklärt und konnten ihren zehnten Meistertitel erringen.

## Modus
Jedes Team trägt in der regulären Saison 14 Heim- und 14 Auswärtsspiele aus. Die in der Endtabelle auf den ersten vier Plätzen stehenden Teams qualifizieren sich für die Playoffs. Das beste Team der Hauptrunde spielt im Halbfinale gegen den Vierten, während der Zweite gegen den Dritten spielt. Im Halbfinale und im Finale gilt der best of three modus.

## Mannschaften
| Mannschaft             | Stadt                       | Land       | Austragungsorte               | Plätze |
| ---------------------- | --------------------------- | ---------- | ----------------------------- | ------ |
| Adelaide 36ers         | Adelaide, South Australia   | Australien | Adelaide Entertainment Centre | 11.300 |
| Brisbane Bullets       | Brisbane, Queensland        | Australien | Nissan Arena                  | 5.000  |
| Cairns Taipans         | Cairns, Queensland          | Australien | Cairns Convention Centre      | 5.000  |
| Illawarra Hawks        | Wollongong, New South Wales | Australien | WIN Entertainment Centre      | 6.000  |
| Illawarra Hawks        | Wollongong, New South Wales | Australien | AIS Arena                     | 5.200  |
| Melbourne United       | Melbourne, Victoria         | Australien | Melbourne Arena               | 10.500 |
| New Zealand Breakers   | Auckland                    | Neuseeland | Spark Arena                   | 9.300  |
| New Zealand Breakers   | Auckland                    | Neuseeland | Eventfinda Stadium            | 4.400  |
| New Zealand Breakers   | Auckland                    | Neuseeland | ILT Stadium Southland         | 4.000  |
| Perth Wildcats         | Perth, Western Australia    | Australien | Perth Arena                   | 14.800 |
| S.E. Melbourne Phoenix | Melbourne, Victoria         | Australien | Melbourne Arena               | 10.500 |
| S.E. Melbourne Phoenix | Melbourne, Victoria         | Australien | State Basketball Centre       | 3.200  |
| Sydney Kings           | Sydney, New South Wales     | Australien | Sydney SuperDome              | 18.200 |

## Personal und Sponsoring
| Mannschaft             | Trainer        | Kapitän                         | Hauptsponsor        | Ausrüster |
| ---------------------- | -------------- | ------------------------------- | ------------------- | --------- |
| Adelaide 36ers         | Joey Wright    | Brendan Teys Kevin Withe        | Scouts Australia    | Champion  |
| Brisbane Bullets       | Andrej Lemanis | Rotation                        | Tyrepower           | Champion  |
| Cairns Taipans         | Mike Kelly     | Nathan Jawai D. J. Newbill      | CQUniversity        | Champion  |
| Illawarra Hawks        | Matt Flinn     | David Andersen Todd Blanchfield | SLAM Media Inc.     | Champion  |
| Melbourne United       | Dean Vickerman | Chris Goulding                  | SodaStream          | Champion  |
| New Zealand Breakers   | Dan Shamir     | Thomas Abercrombie              | Sky Sport           | Champion  |
| Perth Wildcats         | Trevor Gleeson | Damian Martin                   | Pentanet            | Champion  |
| S.E. Melbourne Phoenix | Simon Mitchell | Mitch Creek Adam Gibson         | Dreamstreet Lending | Champion  |
| Sydney Kings           | Will Weaver    | Kevin Lisch                     | Hostplus            | Champion  |

## Trainerwechsel
| Team                 | 2018/19        | 2019/20     |
| -------------------- | -------------- | ----------- |
| Sydney Kings         | Andrew Gaze    | Will Weaver |
| New Zealand Breakers | Kevin Braswell | Dan Shamir  |
| Illawarra Hawks      | Rob Beveridge  | Matt Flinn  |

## Tabelle
Abschlusstabelle nach Ende der Hauptrunde
- Für die Play-offs qualifiziert

| Pl. | Team                   | Spiele | Siege | Niederlagen | Siegquote | Punkte+ | Punkte- | Punktedifferenz | Heimbilanz | Auswärtsbilanz |
| --- | ---------------------- | ------ | ----- | ----------- | --------- | ------- | ------- | --------------- | ---------- | -------------- |
| 01. | Sydney Kings           | 28     | 20    | 8           | 71,43 %   | 2642    | 2472    | +170            | 12:2       | 8:6            |
| 02. | Perth Wildcats         | 28     | 19    | 9           | 67,86 %   | 2529    | 2409    | +120            | 11:3       | 8:6            |
| 03. | Cairns Taipans         | 28     | 16    | 12          | 57,14 %   | 2587    | 2547    | +40             | 11:3       | 5:9            |
| 04. | Melbourne United       | 28     | 15    | 13          | 53,57 %   | 2638    | 2560    | +78             | 9:5        | 6:8            |
| 05. | Brisbane Bullets       | 28     | 15    | 13          | 53,57 %   | 2607    | 2557    | +50             | 10:4       | 5:9            |
| 06. | New Zealand Breakers   | 28     | 15    | 13          | 53,57 %   | 2514    | 2468    | +46             | 9:5        | 6:8            |
| 07. | Adelaide 36ers         | 28     | 12    | 16          | 42,86 %   | 2654    | 2768    | −114            | 8:6        | 4:10           |
| 08. | S.E. Melbourne Phoenix | 28     | 9     | 19          | 32,14 %   | 2671    | 2761    | −90             | 6:8        | 3:11           |
| 09. | Illawarra Hawks        | 28     | 5     | 23          | 17,86 %   | 2354    | 2654    | −300            | 3:11       | 2:12           |

## Play-offs

### Modus

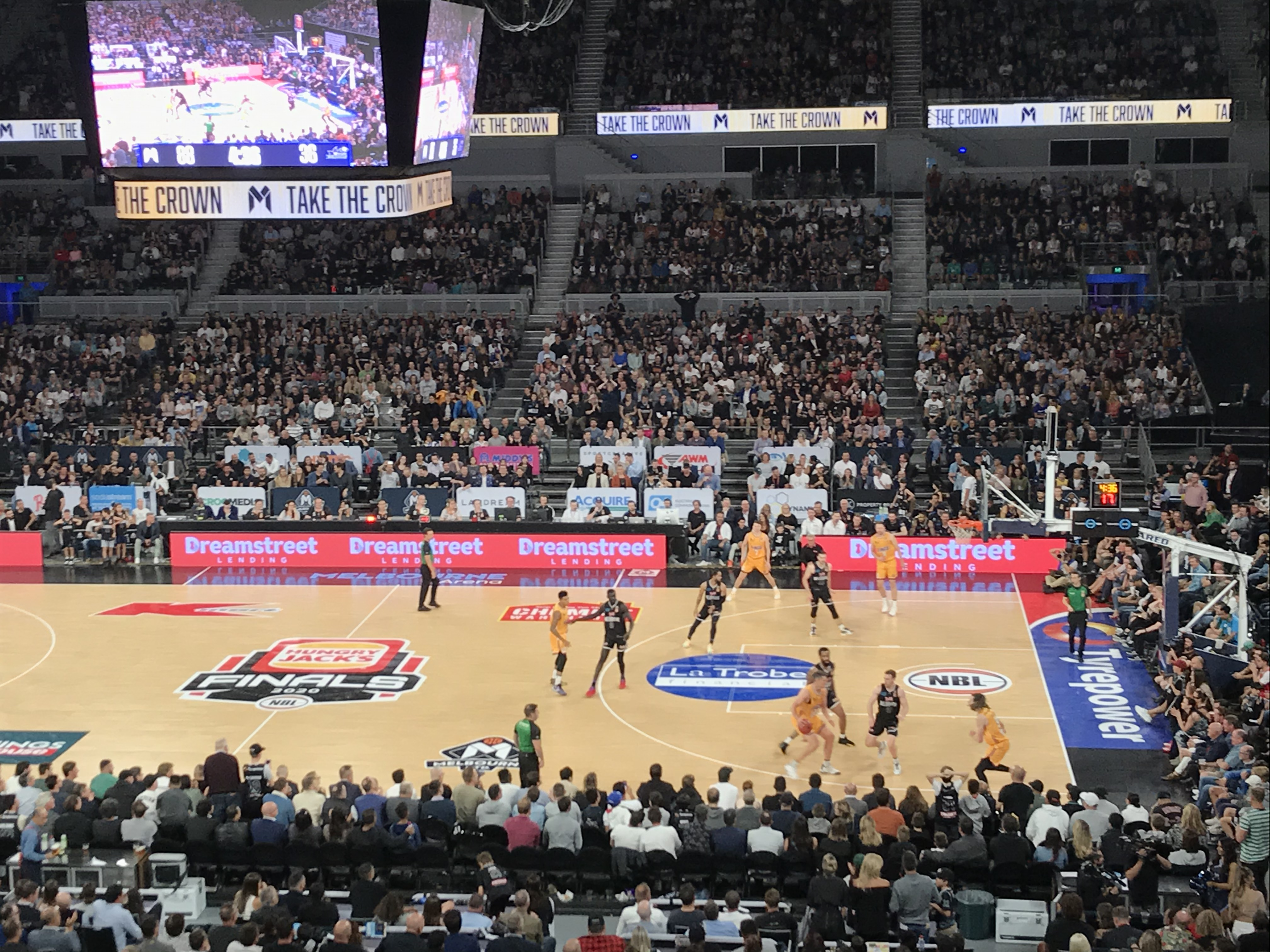
Melbourne United gegen Sydney Kings am 2. März 2020 in der Melbourne Arena

Die auf den ersten vier Plätzen der Abschlusstabelle der regulären Saison platzierten Mannschaften qualifizieren sich für die Play-offs. Die beste Mannschaft tritt dabei gegen die viertbeste und die zweitbeste gegen die drittbeste Mannschaft an. Das Halbfinale wird im Best-of-three-Modus und das Finale im Best-of-five-Modus entschieden.

### Spiele
|  | Halbfinale | Halbfinale       | Halbfinale     | Halbfinale | Halbfinale |     |                | Finale | Finale | Finale | Finale | Finale | Finale | Finale |
|  |            |                  |                |            |            |     |                |        |        |        |        |        |        |        |
|  | 1          | Sydney Kings     | 86             | 80         | 89         |     |                |        |        |        |        |        |        |        |
|  | 4          | Melbourne United | 80             | 125        | 87         |     |                |        |        |        |        |        |        |        |
|  | 4          | Melbourne United | 80             | 125        | 87         | 3   | Sydney Kings   | 86     | 97     | 96     |        |        |        |        |
|  |            |                  |                |            |            | 3   | Sydney Kings   | 86     | 97     | 96     |        |        |        |        |
|  |            | 2                | Perth Wildcats | 88         | 85         | 111 |                |        |        |        |        |        |        |        |
|  | 2          | 2                | Perth Wildcats | 88         | 85         | 111 | Perth Wildcats | 108    | 74     | 93     |        |        |        |        |
|  | 2          |                  |                |            |            |     |                |        | 74     | 93     |        |        |        |        |
|  | 3          | Cairns Taipans   | 107            | 85         | 82         |     |                |        |        |        |        |        |        |        |

### Spielstatistiken
Halbfinale
| 29. Februar 2020 19:30 Uhr | boxscore | Sydney Kings 86, Melbourne United 80               | Sydney Kings 86, Melbourne United 80 | Sydney Kings 86, Melbourne United 80                    | Sydney Super Dome, Sydney Zuschauer: 13.103 Schiedsrichter: M. Aylen, D. Lyons, J. Boyer | ESPN Australia, SBS Viceland |
| 29. Februar 2020 19:30 Uhr | boxscore | Punkte pro Viertel: 16:20, 21:23, 23:26, 26:11     |                                      |                                                         | Sydney Super Dome, Sydney Zuschauer: 13.103 Schiedsrichter: M. Aylen, D. Lyons, J. Boyer | ESPN Australia, SBS Viceland |
| 29. Februar 2020 19:30 Uhr | boxscore | Punkte: Tate 23 Rebounds: Bogut 10 Assists: Ware 5 |                                      | Punkte: Trimble 34 Rebounds: Long 11 Assists: Trimble 5 | Sydney Super Dome, Sydney Zuschauer: 13.103 Schiedsrichter: M. Aylen, D. Lyons, J. Boyer | ESPN Australia, SBS Viceland |
| 29. Februar 2020 19:30 Uhr | boxscore | Sydney Kings führt in der Serie 1:0                |                                      |                                                         | Sydney Super Dome, Sydney Zuschauer: 13.103 Schiedsrichter: M. Aylen, D. Lyons, J. Boyer | ESPN Australia, SBS Viceland |

| 2. März 2020 19:30 Uhr | boxscore | Melbourne United 125, Sydney Kings 80                 | Melbourne United 125, Sydney Kings 80 | Melbourne United 125, Sydney Kings 80                | Melbourne Arena, Melbourne Zuschauer: 6914 Schiedsrichter: M. Aylen, V. Mayberry, J. Boyer | ESPN Australia, SBS Viceland |
| 2. März 2020 19:30 Uhr | boxscore | Punkte pro Viertel: 26:24, 32:7, 45:24, 22:25         |                                       |                                                      | Melbourne Arena, Melbourne Zuschauer: 6914 Schiedsrichter: M. Aylen, V. Mayberry, J. Boyer | ESPN Australia, SBS Viceland |
| 2. März 2020 19:30 Uhr | boxscore | Punkte: Long 26 Rebounds: Long 11 Assists: McCarron 5 |                                       | Punkte: Tate 18 Rebounds: Cooks 7 Assists: Louzada 2 | Melbourne Arena, Melbourne Zuschauer: 6914 Schiedsrichter: M. Aylen, V. Mayberry, J. Boyer | ESPN Australia, SBS Viceland |
| 2. März 2020 19:30 Uhr | boxscore | Serie unentschieden 1:1                               |                                       |                                                      | Melbourne Arena, Melbourne Zuschauer: 6914 Schiedsrichter: M. Aylen, V. Mayberry, J. Boyer | ESPN Australia, SBS Viceland |

| 5. März 2020 19:30 Uhr | boxscore | Sydney Kings 89, Melbourne United 87               | Sydney Kings 89, Melbourne United 87 | Sydney Kings 89, Melbourne United 87                | Sydney Super Dome, Sydney Zuschauer: 8075 Schiedsrichter: V. Mayberry, C. Reid, J. Boyer | ESPN Australia, SBS Viceland |
| 5. März 2020 19:30 Uhr | boxscore | Punkte pro Viertel: 24:22, 20:28, 23:18, 21:19     |                                      |                                                     | Sydney Super Dome, Sydney Zuschauer: 8075 Schiedsrichter: V. Mayberry, C. Reid, J. Boyer | ESPN Australia, SBS Viceland |
| 5. März 2020 19:30 Uhr | boxscore | Punkte: Tate 20 Rebounds: Cooks 9 Assists: Lisch 4 |                                      | Punkte: Goulding 19 Rebounds: Long 9 Assists: Ili 5 | Sydney Super Dome, Sydney Zuschauer: 8075 Schiedsrichter: V. Mayberry, C. Reid, J. Boyer | ESPN Australia, SBS Viceland |
| 5. März 2020 19:30 Uhr | boxscore | Sydney Kings gewinnt die Serie 2:1                 |                                      |                                                     | Sydney Super Dome, Sydney Zuschauer: 8075 Schiedsrichter: V. Mayberry, C. Reid, J. Boyer | ESPN Australia, SBS Viceland |

| 28. Februar 2020 18:30 Uhr | boxscore | Perth Wildcats 108, Cairns Taipans 107                            | Perth Wildcats 108, Cairns Taipans 107 | Perth Wildcats 108, Cairns Taipans 107                    | Perth Arena, Perth Zuschauer: 10.858 Schiedsrichter: V. Mayberry, C. Reid, N. Fernandes | ESPN Australia, SBS Viceland |
| 28. Februar 2020 18:30 Uhr | boxscore | Punkte pro Viertel: 29:20, 16:34, 23:17, 25:22. Overtime/s: 15:14 |                                        |                                                           | Perth Arena, Perth Zuschauer: 10.858 Schiedsrichter: V. Mayberry, C. Reid, N. Fernandes | ESPN Australia, SBS Viceland |
| 28. Februar 2020 18:30 Uhr | boxscore | Punkte: Cotton 42 Rebounds: Kay 9 Assists: Cotton, Kay 6          |                                        | Punkte: Machado 32 Rebounds: Oliver 18 Assists: Machado 9 | Perth Arena, Perth Zuschauer: 10.858 Schiedsrichter: V. Mayberry, C. Reid, N. Fernandes | ESPN Australia, SBS Viceland |
| 28. Februar 2020 18:30 Uhr | boxscore | Perth Wildcats führt in der Serie 1:0                             |                                        |                                                           | Perth Arena, Perth Zuschauer: 10.858 Schiedsrichter: V. Mayberry, C. Reid, N. Fernandes | ESPN Australia, SBS Viceland |

| 1. März 2020 16:00 Uhr | boxscore | Cairns Taipans 125, Perth Wildcats 80                    | Cairns Taipans 125, Perth Wildcats 80 | Cairns Taipans 125, Perth Wildcats 80              | Cairns Convention Centre, Cairns Zuschauer: 5188 Schiedsrichter: V. Mayberry, C. Reid, N. Fernandes | ESPN Australia, SBS Viceland |
| 1. März 2020 16:00 Uhr | boxscore | Punkte pro Viertel: 30:16, 17:15, 16:22, 22:21           |                                       |                                                    | Cairns Convention Centre, Cairns Zuschauer: 5188 Schiedsrichter: V. Mayberry, C. Reid, N. Fernandes | ESPN Australia, SBS Viceland |
| 1. März 2020 16:00 Uhr | boxscore | Punkte: Oliver 22 Rebounds: Oliver 19 Assists: Machado 4 |                                       | Punkte: Steindl 18 Rebounds: Kay 10 Assists: Kay 4 | Cairns Convention Centre, Cairns Zuschauer: 5188 Schiedsrichter: V. Mayberry, C. Reid, N. Fernandes | ESPN Australia, SBS Viceland |
| 1. März 2020 16:00 Uhr | boxscore | Serie unentschieden 1:1                                  |                                       |                                                    | Cairns Convention Centre, Cairns Zuschauer: 5188 Schiedsrichter: V. Mayberry, C. Reid, N. Fernandes | ESPN Australia, SBS Viceland |

Finale
| 8. März 2020 17:00 Uhr | boxscore | Sydney Kings 86, Perth Wildcats 88                         | Sydney Kings 86, Perth Wildcats 88 | Sydney Kings 86, Perth Wildcats 88                              | Sydney Super Dome, Sydney Zuschauer: 11.647 Schiedsrichter: V. Mayberry, M. Aylen, J. Boyer | ESPN Australia, SBS Viceland |
| 8. März 2020 17:00 Uhr | boxscore | Punkte pro Viertel: 26:24, 23:28, 24:16, 13:20             |                                    |                                                                 | Sydney Super Dome, Sydney Zuschauer: 11.647 Schiedsrichter: V. Mayberry, M. Aylen, J. Boyer | ESPN Australia, SBS Viceland |
| 8. März 2020 17:00 Uhr | boxscore | Punkte: Bogut 18 Rebounds: Bogut, Cooks 11 Assists: Ware 4 |                                    | Punkte: Cotton 32 Rebounds: Plumlee 7 Assists: Cotton, Norton 4 | Sydney Super Dome, Sydney Zuschauer: 11.647 Schiedsrichter: V. Mayberry, M. Aylen, J. Boyer | ESPN Australia, SBS Viceland |
| 8. März 2020 17:00 Uhr | boxscore | Perth Wildcats führt in der Serie 1:0                      |                                    |                                                                 | Sydney Super Dome, Sydney Zuschauer: 11.647 Schiedsrichter: V. Mayberry, M. Aylen, J. Boyer | ESPN Australia, SBS Viceland |

| 13. März 2020 18:30 Uhr | boxscore | Perth Wildcats 83, Sydney Kings 97                              | Perth Wildcats 83, Sydney Kings 97 | Perth Wildcats 83, Sydney Kings 97                   | Perth Arena, Perth Zuschauer: ohne Schiedsrichter: M. Aylen, V. Mayberry, C. Reid | ESPN Australia, SBS Viceland |
| 13. März 2020 18:30 Uhr | boxscore | Punkte pro Viertel: 27:31, 24:26, 22:19, 12:21                  |                                    |                                                      | Perth Arena, Perth Zuschauer: ohne Schiedsrichter: M. Aylen, V. Mayberry, C. Reid | ESPN Australia, SBS Viceland |
| 13. März 2020 18:30 Uhr | boxscore | Punkte: Cotton 27 Rebounds: Plumlee 8 Assists: Cotton, Norton 3 |                                    | Punkte: Tate 20 Rebounds: Bogut 13 Assists: Newley 5 | Perth Arena, Perth Zuschauer: ohne Schiedsrichter: M. Aylen, V. Mayberry, C. Reid | ESPN Australia, SBS Viceland |
| 13. März 2020 18:30 Uhr | boxscore | Serie ausgeglichen 1:1                                          |                                    |                                                      | Perth Arena, Perth Zuschauer: ohne Schiedsrichter: M. Aylen, V. Mayberry, C. Reid | ESPN Australia, SBS Viceland |

| 15. März 2020 17:00 Uhr | boxscore | Sydney Kings 96, Perth Wildcats 111                       | Sydney Kings 96, Perth Wildcats 111 | Sydney Kings 96, Perth Wildcats 111                  | Sydney Super Dome, Sydney Zuschauer: ohne Schiedsrichter: V. Mayberry, M. Aylen, C. Reid | ESPN Australia, SBS Viceland |
| 15. März 2020 17:00 Uhr | boxscore | Punkte pro Viertel: 18:29, 28:27, 24:28, 26:27            |                                     |                                                      | Sydney Super Dome, Sydney Zuschauer: ohne Schiedsrichter: V. Mayberry, M. Aylen, C. Reid | ESPN Australia, SBS Viceland |
| 15. März 2020 17:00 Uhr | boxscore | Punkte: Tate 20 Rebounds: Cooks 9 Assists: Bogut, Bruce 3 |                                     | Punkte: Cotton 31 Rebounds: Kay 12 Assists: Cotton 7 | Sydney Super Dome, Sydney Zuschauer: ohne Schiedsrichter: V. Mayberry, M. Aylen, C. Reid | ESPN Australia, SBS Viceland |
| 15. März 2020 17:00 Uhr | boxscore | Perth Wildcats führt in der Serie 2:1                     |                                     |                                                      | Sydney Super Dome, Sydney Zuschauer: ohne Schiedsrichter: V. Mayberry, M. Aylen, C. Reid | ESPN Australia, SBS Viceland |

Aufgrund der COVID-19-Pandemie wurden die Finalspiele 4 und 5 abgesagt und die Perth Wildcats zum Meister erklärt.

### Meistermannschaft
| Nr. | Nat.               | Name                | Position       | Größe  | Info |
| --- | ------------------ | ------------------- | -------------- | ------ | ---- |
| 2   | Australien         | Nic Pozoglu         | Guard          | 196 cm |      |
| 3   | Australien         | Nick Kay            | Forward        | 206 cm | DP   |
| 5   | Australien         | Taylor Britt        | Guard          | 188 cm | DP   |
| 8   | Australien         | Mitch Norton        | Guard          | 186 cm |      |
| 9   | Australien         | Wani Swaka Lo Buluk | Guard/Forward  | 194 cm |      |
| 10  | Australien         | Luke Travers        | Guard/Forward  | 201 cm | DP   |
| 11  | Vereinigte Staaten | Bryce Cotton        | Guard          | 182 cm | I    |
| 12  | Australien         | Chuatwech Reath     | Guard          | 190 cm | DP   |
| 18  | Vereinigte Staaten | Miles Plumlee       | Center         | 211 cm | I    |
| 22  | Sudsudan           | Majok Majok         | Forward/Center | 206 cm |      |
| 23  | Vereinigte Staaten | Terrico White       | Guard          | 197 cm | I    |
| 24  | Australien         | Jesse Wagstaff      | Forward        | 203 cm |      |
| 25  | Australien         | Rhys Vague          | Forward        | 206 cm |      |
| 35  | Australien         | Clint Steindl       | Guard/Forward  | 200 cm |      |
| 53  | Australien         | Damian Martin       | Guard          | 186 cm | C    |

| Nat.               | Name           | Position       |
| ------------------ | -------------- | -------------- |
| Australien         | Trevor Gleeson | Head Coach     |
| Vereinigte Staaten | Scott Roth     | Assistenzcoach |
| Australien         | Jacob Chance   | Assistenzcoach |
| Australien         | Luke Brennan   | Assistenzcoach |

| Abk. | Bedeutung          |
| ---- | ------------------ |
| Nr.  | Trikotnummer       |
| Nat. | Nationalität       |
| C    | Mannschaftskapitän |
| DP   | Development Player |
| I    | Import player      |

## Spielerstatistiken
Alle Statistiken beziehen sich auf die reguläre Saison + die Play-off-Spiele.
| Platz | Name            | Team                   | Spiele | Schnitt |
| ----- | --------------- | ---------------------- | ------ | ------- |
| 1.    | Glen Rice       | New Zealand Breakers   | 3      | 25,0    |
| 2.    | Bryce Cotton    | Perth Wildcats         | 33     | 22,9    |
| 3.    | Lamar Patterson | Brisbane Bullets       | 28     | 21,4    |
| 4.    | John Roberson   | S.E. Melbourne Phoenix | 28     | 20,2    |
| 5.    | Mitchell Creek  | S.E. Melbourne Phoenix | 26     | 20,1    |

| Platz | Name           | Team                 | Spiele | Schnitt |
| ----- | -------------- | -------------------- | ------ | ------- |
| 1.    | Cameron Oliver | Sydney Kings         | 31     | 9,7     |
| 2.    | Shawn Long     | Melbourne United     | 31     | 9,5     |
| 3.    | Xavier Cooks   | Sydney Kings         | 20     | 9,2     |
| 4.    | Andrew Bogut   | Sydney Kings         | 31     | 8,8     |
| 5.    | Dane Pineau    | New Zealand Breakers | 28     | 8,7     |

| Platz | Name            | Team                   | Spiele | Schnitt |
| ----- | --------------- | ---------------------- | ------ | ------- |
| 1.    | Scott Machado   | Cairns Taipans         | 31     | 7,7     |
| 2.    | LaMelo Ball     | Illawarra Hawks        | 12     | 7,0     |
| 3.    | John Roberson   | S.E. Melbourne Phoenix | 28     | 5,6     |
| 4.    | Scotty Hopson   | Melbourne United       | 21     | 4,6     |
| 5.    | Lamar Patterson | Brisbane Bullets       | 28     | 4,5     |

| Platz | Name          | Team                 | Spiele | Schnitt |
| ----- | ------------- | -------------------- | ------ | ------- |
| 1.    | LaMelo Ball   | Illawarra Hawks      | 12     | 1,7     |
| 2.    | Bryce Cotton  | Perth Wildcats       | 33     | 1,6     |
| 3.    | Scott Machado | Cairns Taipans       | 31     | 1,4     |
| 4.    | Glen Rice     | New Zealand Breakers | 13     | 1,3     |
| 5.    | Melo Trimble  | Melbourne United     | 31     | 1,3     |

| Platz | Name           | Team                 | Spiele | Schnitt |
| ----- | -------------- | -------------------- | ------ | ------- |
| 1.    | Will Magnay    | Tasmania JackJumpers | 27     | 2,1     |
| 2.    | Cameron Oliver | Sydney Kings         | 31     | 1,6     |
| 3.    | Eric Griffin   | Adelaide 36ers       | 28     | 1,3     |
| 4.    | Xavier Cooks   | Sydney Kings         | 20     | 1,3     |
| 5.    | Dane Pineau    | New Zealand Breakers | 28     | 1,1     |

## Individuelle Auszeichnungen
- Most Valuable Player der regulären Saison (Andrew Gaze Trophy): Bryce Cotton (Perth Wildcats)
- Rookie of the Year: LaMelo Ball (Illawarra Hawks)
- Best Defensive Player (Damian Martin Trophy): D. J. Newbill (Cairns Taipans)
- Best Sixth Man: Jason Cadee (Brisbane Bullets)
- Most Improved Player: Will Magnay (Brisbane Bullets)
- Fans MVP: Scott Machado (Cairns Taipans)
- Coach of the Year (Lindsay Gaze Trophy): Mike Kelly (Cairns Taipans)
- Referee of the Year: Vaughan Mayberry
- GameTime by Kmart: Dane Pineau (S.E. Melbourne Phoenix)
- All-NBL First Team:
  - Scott Machado (Cairns Taipans)
  - Bryce Cotton (Perth Wildcats)
  - Lamar Patterson (Brisbane Bullets)
  - Jae'Sean Tate (Sydney Kings)
  - Nick Kay (Perth Wildcats)
- All-NBL Second Team:
  - Casper Ware (Sydney Kings)
  - D. J. Newbill (Cairns Taipans)
  - Scotty Hopson (New Zealand Breakers)
  - Cameron Oliver (Cairns Taipans)
  - Andrew Bogut (Sydney Kings)
- Grand Final Series MVP (Larry Sengstock Medal): Bryce Cotton (Perth Wildcats)

## Weblink
- Offizielle Website der NBL (englisch)

1979 |
1980 |
1981 |
1982 |
1983 |
1984 |
1985 |
1986 |
1987 |
1988 |
1989 |
1990 |
1991 |
1992 |
1993 |
1994 |
1995 |
1996 |
1997 |
1998 |
1998/99 |
1999/00 |
2000/01 |
2001/02 |
2002/03 |
2003/04 |
2004/05 |
2005/06 |
2006/07 |
2007/08 |
2008/09 |
2009/10 |
2010/11 |
2011/12 |
2012/13 |
2013/14 |
2014/15 |
2015/16 |
2016/17 |
2017/18 |
2018/19 |
2019/20 |
2020/21 |
2021/22 |
2022/23 |
2023/24 |
2024/25 |
2025/26